# Petőfi híd
A Petőfi híd (1937-1945 között: Horthy Miklós híd) Budapest egyik Duna-hídja. 1933–1937 között építették, a pesti és budai körút déli szakaszainak villamos- és gépjárműforgalmát vezeti át a Duna felett. Hossza 378 m, feljárókkal együtt 514 m. Szélessége 25,6 m. A híd pesti oldalán a Boráros tér (a Nagykörút déli végével, a H7-es HÉV végállomása), illetve a budai hídfőnél a Goldmann György tér. (Aminek északi oldalán a Budapesti Műszaki és Gazdaságtudományi Egyetem épületei, a délin nagyrészt az Eötvös Loránd Tudományegyetem lágymányosi kampuszai találhatóak.)

## Története

### Tervezése
Budapest már 1908-ban javaslatot tett egy Duna-híd felépítésére a jelenlegi híd helyén, az illetékes állami szervek viszont ekkortájt Óbudán tartották elsődlegesnek egy újabb híd megépítését. Az első világháború kitörése miatt a kérdés lekerült a napirendről, a hídra az igény azonban továbbra is fennállt.
1930-ban újra napirendre került a kérdés. A következő években előmunkálatokat végeztek: lezajlottak a mederszelvényfelvételek és a költségfedezet kérdését is tisztázták. Utóbbiról hosszas tárgyalások folytak, melyek eredményeként az állami és a fővárosi költségvetés 1/3, illetve 2/3 arányban állta a költségeket, valamint a fővárosi költségrész fedezete gyanánt a főváros területén az ingatlanvagyon-átruházási illetéket 1,25%-kal megemelték. 1931. július 1-ei kezdettel ebből képezték a fővárosi Duna-híd alapot, mely a hídépítés költségeinek fedezésére szolgált. Az 1930. évi XI. törvény elrendelte a híd megépítését, valamint – a kormányzás tízéves jubileumának tiszteletére – annak Horthy Miklósról történő elnevezését. A minisztérium ez alapján jeligés pályázatot írt ki a tervezésre. A pályázatra 17 pályaterv érkezett be tíz tervezőtől, ezek közül a bírálóbizottság hármat díjazott, illetve másik hármat megvásárolt. Első díjat Kossalka János és Walder Gyula lánchíd-, a második díjat Mihailich Győző és Kotsis Iván ívhíd-, a harmadik díjat Kis Jenő és Sávoly Pál merevítő-tartós ívhíd terve nyerte el.
A pályázatra nem érkezett egy olyan terv sem, amelyben a főtartó ne nyúlt volna a pálya fölé egyik nyílásban sem, mégpedig azért, mert a pályázati kiírásban a feljárókra megadott emelkedési viszonyok mellett felsőpályás híd nem volt gazdaságosan tervezhető. A Boráros téren álló többemeletes házak bejárati szintjének a megváltoztatása csak nagyobb volumenű átalakításokkal lett volna lehetséges, a hídpályát viszont fel kellett emelni a folyami hajózás előírásainak megfelelő magasságra. A feljárót emiatt magasabb szinten kellett megépíteni, ezért az a Boráros téren keresztül a Mester utca torkolatáig nyúlt bele a Nagykörútba. A feljáró rámpát úgy képezték ki, hogy az két oldalt lehajtóval körülölelte a nagykörúti villamos hurokvégállomásának vágányát.

### Az építkezés megkezdése
A híd budai hídfőjének helyén a Lágymányosi-tavat a Kopaszi párhuzamművel 1870-1876 között választották le a Duna medréről. A hídfő számára kijelölt területet 1930-1932 között 1,425 millió köbméter földdel töltötték fel. Egyebek mellett az 1933–1936 között lebontott Tabán házainak romjait is idehordták.
A három díjazott és a minisztérium által utólag készített felsőpályás terveknek a minisztertanácsi bemutatását követően a hídosztály tervváltozatát fogadták el, a kiviteli terveket annak alapján készítették. A tervezést Álgyay Hubert Pál irányította. A híd építését mélyépítési munkákkal kezdték meg, amit a budai oldalon a Zsigmondy Béla Rt. az 1933-1934., a pesti oldalon a Fábián, Somogyi és György vállalat az 1934-1935 között végzett el.
A híd tartópilléreinek alapozását légnyomásos süllyesztőszekrényekkel végezték, a legmélyebbre süllyesztett keszon a Duna nulla vízszintje alá 12,6 m-rel nyúlik be. A pillérek a teherbíró agyagrétegben nyugszanak. A parti hídnyílásokat fúrt vasbeton cölöpökkel alapozták.
A Petőfi híd építése során alkalmaztak Magyarországon először a parti pilléreknél nagyméretű vasbeton keszont, a mederpillérek alapjait még acélkeszonra építették. Ezen híd alapozásáról adott először a Duna fenekére süllyesztett légnyomásos keszonból helyszíni közvetítést a rádió riportere.
A híd acélszerkezetének gyártása 1933-ban vette kezdetét, melyet a MÁVAG végzett a vasszerkezet szerelési és fedőmázolási munkálatokkal együtt. 1935-ben kezdték meg a szerelést a budai oldalon, a budai nyílás teljes beállványozása után. Az év végére eljutottak az első mederpillérig, majd a következő évben be is fejezték a munkát, mely a nyílások teljes beállványozásával járt. Az állványozási munkákhoz 2000 m3 faanyagot használtak fel.

### A kész híd

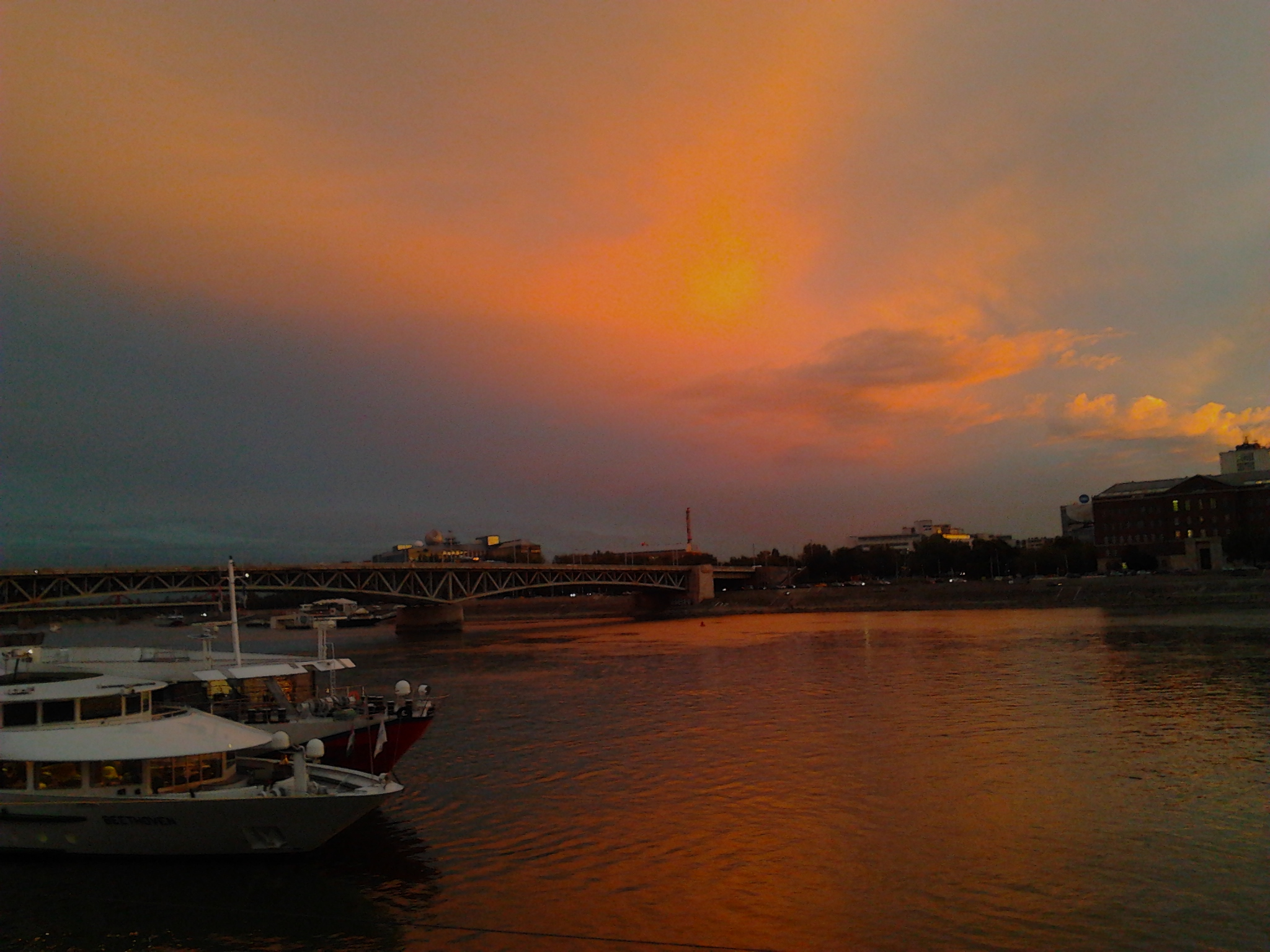
A Duna látképe a Petőfi híddal naplemente idején.

A híd szerkezetét négy főtartó hordozza. A főtartók változó magasságúak, a pillérek fölött jóval magasabbak, mint a nyílások közepén. A híd szerkezetének különlegessége, hogy feltűnően karcsú. Korábban a többtámaszú gerenda szerkezetek tartómagassága a támaszköz 1/12–1/16 része volt, ez az arány a Petőfi híd szélső nyílásaiban 1/24, a középsőben 1/32. A karcsú szerkezettel a hídfők határozottabb tömegei kitűnő összhangban vannak. A négy főtartót Magyarországon itt méretezték először – a keresztkötések és a szélrács együtt dolgozását számításba véve – tartórácsként, ami a felhasznált acél súlyában megtakarítást eredményezett. A kocsipályát fakockákkal burkolták, amelyet vasbeton lemezre helyeztek.
A hídfők parapetfalaihoz csatlakozik a híd korlátja. A hídpálya keresztmetszete egy 15,7 m széles kocsipályából, kétoldalt pedig 3,5-3,5 m széles járdából állt. Az utóbbiból 1-1 m-t a kerékpárút foglalt el, amely magasságilag mind az úttesttől, mind a járdától elkülönítve futott. A járdaszegélyek mellett helyezték el a villamos felsővezetékek és az úttest fölé kifüggesztett izzólámpatestek közös tartóoszlopait.
A kivitelezési munkálatokat Kováts Alajos irányította, az építtető részéről Bőhm Viktor és Sávos Károly mérnökök végezték el a helyszíni ellenőrzést. A további mérnökök közül Massányi Károly irányította az acélszerkezet gyártását, a helyszíni munkát pedig Hübner Béla.
Az elkészült hídon próbaterhelést végeztek, melynek során egy két mozdonyból és négy 20 tonnás vasúti kocsiból álló vonatot, illetve 32, egyenként 11 tonnás közúti locsolókocsit mozgósítottak. Ezt követően 1937. szeptember 12-én adták át a forgalomnak. A nagykörúti villamosok ettől kezdve járnak át Dél-Budára. (A 66-os viszonylat 1937-1971 között, a jelenlegi 4-6-os 1952-től.) A budai hídfő északi oldalán állt a császári és királyi Haditengerészet emlékműve a fiumei világítótorony másával, amely a főváros ostrománál megsemmisült.

### Felrobbantása

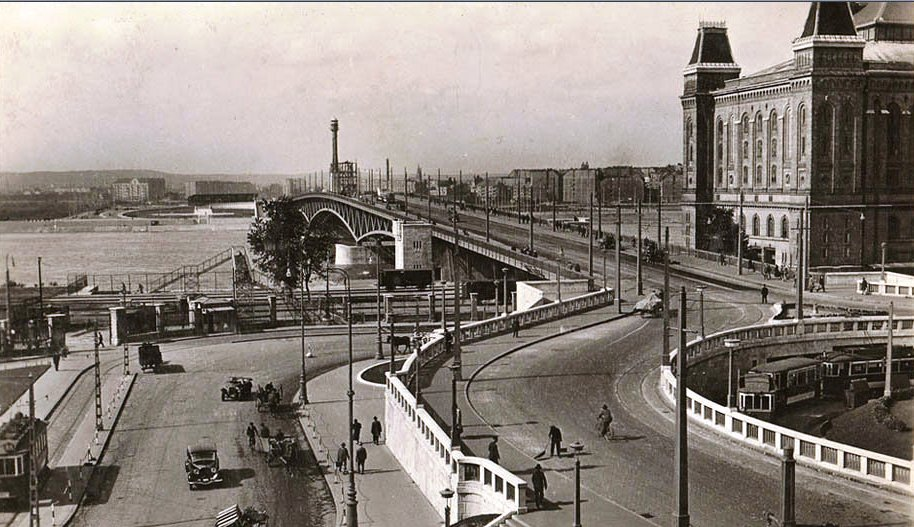
Horthy Miklós híd (ma Petőfi híd). Jobbra az Elevátor-ház, elől a Boráros tér.

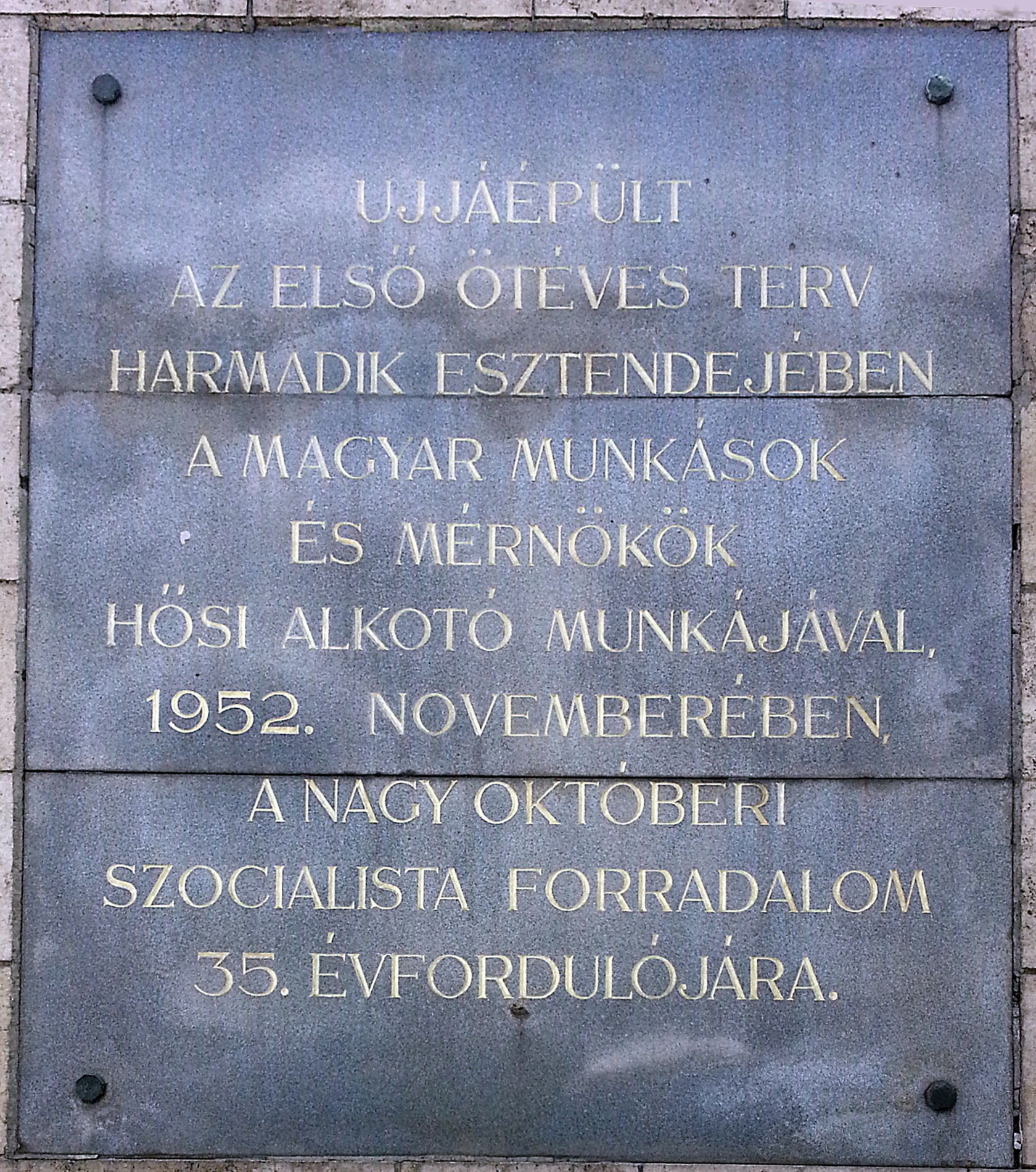
A Petőfi híd újjáépítésének emléktáblája a budai hídfő északi oldalán

A második világháborúban a visszavonuló német katonák 1945. január 14-én felrobbantották. A robbanótölteteket két helyen helyezték el a budai hídnyílásban, míg a pestin egy helyen. A budai hídnyílás robbantása feltételezések szerint röviddel előbb következett be. Emiatt a középső hídnyílás, amely nem tartalmazott robbantótöltetet, a robbanás hatására Buda felé tolódott hosszirányban, a saruiról leugrott, majd a budai mederpillér melletti kiékelésen elcsúszott Buda felé, mintegy 14 méteres távolságba. A szerkezet alsó öve ekkor becsuklott, az acélszerkezet lehajlott a pillér mindkét oldalán, a budai hídnyílásban pedig ráfeküdt arra a hídroncsra, amely előzőleg a Duna medrébe hullott.

### Újjáépítése
Miután a hadi események lezajlottak, a hídroncsra hadihidat épített a szovjet hadsereg, amit 1945. április 5-én adtak át. A déli városrészek forgalmát biztosította ez az ideiglenes híd egészen a tőle északra fekvő pontonhíd megnyitásáig, valamint ezen vezették át azt a gázcsövet is, amelyik az Óbudai Gázgyárat összekötötte a pesti oldal csőhálózatával, és a bal parti városrész gázellátását biztosította.
Az anyag visszanyerése és az árvízveszély csökkentése miatt is hozzáláttak 1946 nyarán a hídroncs kiemeléséhez. A munkálatokat még a jégzajlás megkezdődése előtt befejezték, a roncsokat pedig a partokon létrehozott hídműhelyek területén raktározták.
A híd acélszerkezetét mintegy 50%-ban kellett újragyártani, ennek szereléséhez a MÁVAG 1951-ben hozzá is fogott. Az első 40 méteres szakaszt leszámítva a teljes munkát szabadon szerelve végezték el, ehhez két 100 tonnás úszódarut használtak, melyek a híd két oldalán álltak. Az abban az évben átadott H7-es HÉV Boráros téri végállomása mellett, a mai állomásépület helyén kialakított parti műhelyben készítették el az elemeket, melyeket dereglyéken szállítottak át a darukhoz. A dereglyéket a parton álló portáldaruk segítségével rakták meg. Az év végére készen áll a pesti oldal 112,0 m-es nyílása, valamint a középső nyílásból még egy körülbelül 50 m-es, konzolként közép felé meredő darab. 1952 közepére végeztek a híd teljes acélszerkezetének szerelésével, az év vége előtt a vasbeton pályalemezt és az útburkolatot is elkészítették. Az átkelő a korábbi kék helyett ekkor kapta a ma is látható szürke színt.
A Boráros téren megszűnt a nagykörúti villamos viszonylatok körforgalmú végállomása és a helyén – a jelenlegihez képest keskenyebb szélességű lehajtóban, közepén a villamospályával – egy nagy ívű kanyar fordult rá a Ferenc körútra. A villamosok számára új félreállóhelynek hurok épült a Goldmann György téren a - közkeletű nevén - Nyúl-dombon, ami 2000-ig volt aktív. (A tér 1938-1947 között a Vitézek tere, 1960-ig Garami Ernő nevét viselte.) A rekonstrukció alatti vágányzár kivételével az átkelőt az Árpád hídhoz hasonlóan, 1943-1959 között nagyvasúti forgalomra is használták.
1952. november 22-én nyitották meg újra a forgalom előtt, ekkor kapta Petőfi Sándor magyar költő tiszteletére új nevét is.

### Újabb rekonstrukciók
1966 és 1970 között a hídon több kisebb javítást és villamosvasúti vágánycserét végeztek, ezenfelül pedig a híd acélszerkezetének, valamint szegecseinek részletes vizsgálatára és javítására is sor került a híd teljes újramázolásával együtt.
1979-1980 között hídpálya-felújítást hajtottak végre, erős korrodálás miatt a teljes pályaszerkezetet átépítették, és – részleges forgalomkorlátozás bevezetésével – a vasbeton pályalemezt is újjáépítették. Ezáltal a híd keresztmetszete is változott, a kerékpárutak megszűnésével az úttest szélessége növekedett. A hídtengelyben a pályaszintet 25 cm-rel megemelték, így a kisebb szélességű járdák és a korlátok magassága változatlan maradt. Az új keresztmetszetben az úttest szélessége 20,4 m, a kétoldali járdáké 2,6 m lett. Az úttest szélességi méretébe a 6,4 m széles vágánysáv is beleértendő. A villamosvágány síncsatornás tömbsín volt, mely az új vasbeton lemezben kapott helyet. A vágánysávot az úttesttel azonosan képezték ki, a gépkocsik is használhatják. Az úttest ezáltal mindkét irányban 3-3 kocsisor közlekedését tudja biztosítani. A pályaszerkezet átépítése 1979 szeptembere és 1980 áprilisa között ment végbe részleges forgalomkorlátozás elrendelése mellett. A villamos megálló mindkét hídfőnél középperonos lett aluljáróval kiegészítve. A kivitelező a Hídépítő Vállalat volt, a munkát Petik Ernő irányította. A budai oldalon a Irinyi József utca - Schönherz Zoltán utca (ma Október huszonharmadika utca) tengely kiszélesedett (irányonként három forgalmi sávosra, jelzőlámpával biztosított kereszteződésekkel). A pesti hídfő környezetében a Boráros tér teljesen átépült. Keresztezésmentes összeköttetést biztosítottak a H7-es HÉV, az újonnan épített autóbusz-végállomás, a villamosmegállóhelyek és a járdák között a hídfeljáró-rendszer teljes átalakításával és új gyalogosaluljáró-rendszer kialakításával.
Az 1996-ban lezajlott utolsó nagyobb felújítás oka az volt, hogy a budai mederpilléren található mozgó saruk beszorultak, a szerkezet felpúposodott, a pillér pedig a hídtengely irányában is elmozdult. Ez ugyan nem veszélyeztette közvetlenül a híd állékonyságát, viszont szükségesnek bizonyult a beszorult saruk új, gömbsüveges teflonsarura történő kicserélése. Ezt a munkát a Ganz Acélszerkezet Rt. kollektívája a Budapesti Műszaki Egyetem Acélszerkezetek Tanszékének (Szittner Antal) irányításával végezte el anélkül, hogy a híd forgalmát korlátozták volna. Négy 400 tonnás és tizenkét 1000 tonnás sajtóval dolgoztak, éjszakai műszakokban.
A 2000-ben elbontott villamoshuroktól délre 2020-ban adták át a felújított Egyetemisták parkját.

## Műszaki jellemzők
Háromnyílású, felsőpályás, négytámaszú, rácsos gerendahíd, mely a Boráros tér és Lágymányos között ível át a Dunán. A medernyílásokhoz feljáró hidak csatlakoznak mindkét oldalon. A pesti hídfőnél eredetileg egy ötnyílású, 87,6 m hosszú acél keretszerkezet állt, ezt 1979-1980 között egyfelől erős korrodáltsága, másrészt a tér teljes átépítése érdekében lebontották, a helyére pedig egy 3×29,0 m nyílású előregyártott feszített gerendás vasbeton felüljáró épült, amely az új forgalmi igényeket elégítette ki. A budai oldalon 33,8 m-es gerinclemezes acélszerkezet hidalja át a Közraktár utcát.
A villamospálya alatt (a hídpálya alatt) egy kézzel hajtható szerelőkocsi lóg le. Erről a kocsiról lehet ellenőrizni a híd teljes hosszában a vágányok leerősítő csavarjainak az állapotát. A szerelőkocsiba csak a két hídfőnél lehet beszállni.
A híd villamospályáján engedélyezett sebesség: 40 km/h.
| Medernyílás méretek             | 112,0+154,0+112,0 m               |
| Hídhossz                        | 514,0 m                           |
| Hídszélesség                    | 25,6 m                            |
| Pályaszélesség                  | 2×10,2 m (2×2 nyomsáv + villamos) |
| Gyalogjárda                     | 2×2,6 m                           |
| Acélszerkezet tömege            | 7560 t                            |
| Építés éve, forgalomba helyezés | 1933-1937, 1937. szeptember 12.   |
| Újjáépítés, átadás              | 1950-1952, 1952. november 22.     |